# Kanton Besançon-2
Der Kanton Besançon-2 ist ein französischer Wahlkreis im Département Doubs in der Region Bourgogne-Franche-Comté. Er umfasst einen Teilbereich der Stadt Besançon und elf weitere Gemeinden im Arrondissement Besançon. Bei der landesweiten Neuordnung der französischen Kantone wurde er 2015 neu geschaffen mit Besançon als Hauptort (frz.: bureau centralisateur).

## Gemeinden
Der Kanton besteht aus zwölf Gemeinden und Gemeindeteilen mit insgesamt 30.443 Einwohnern (Stand: 1. Januar 2022) auf einer Gesamtfläche von 60,64 km²:
| Gemeinde              | Einwohner 1. Januar 2022 | Fläche km² | Dichte Einw./km² | Code INSEE | Postleitzahl |
| --------------------- | ------------------------ | ---------- | ---------------- | ---------- | ------------ |
| Audeux                | 422                      | 1,75       | 241              | 25030      | 25170        |
| Besançon              | 17.829                   | 6,90       | 2.584            | 25056      | 25000        |
| Champagney            | 271                      | 3,01       | 90               | 25115      | 25170        |
| Champvans-les-Moulins | 317                      | 2,52       | 126              | 25119      | 25170        |
| Chaucenne             | 513                      | 4,88       | 105              | 25136      | 25170        |
| École-Valentin        | 2.620                    | 3,22       | 814              | 25212      | 25480        |
| Mazerolles-le-Salin   | 220                      | 4,20       | 52               | 25371      | 25170        |
| Noironte              | 401                      | 6,73       | 60               | 25427      | 25170        |
| Pelousey              | 1.588                    | 6,18       | 257              | 25448      | 25170        |
| Pirey                 | 2.179                    | 6,67       | 327              | 25454      | 25480        |
| Pouilley-les-Vignes   | 2.162                    | 9,34       | 231              | 25467      | 25115        |
| Serre-les-Sapins      | 1.921                    | 5,24       | 367              | 25542      | 25770        |
| Kanton Besançon-2     | 30.443                   | 60,64      | 502              | 2505       | –            |

1. ↑   Nur der westliche Teil der Gemeinde, der Rest verteilt sich auf die Kantone Besançon-1, Besançon-3, Besançon-4, Besançon-5 und Besançon-6.

## Politik
| Vertreter im Departementrat | Vertreter im Departementrat     | Vertreter im Departementrat |
| Amtszeit                    | Namen                           | Partei                      |
| --------------------------- | ------------------------------- | --------------------------- |
| 2015–2021                   | Françoise Branget Michel Vienet | LR                          |
| 2021–                       | Chantal Guyen Michel Vienet     | LR                          |